# Zonas de Nepal
Hasta el establecimiento de siete nuevas provincias el 20 de septiembre de 2015, Nepal estaba dividido en 14 zonas administrativas (nepalí: अञ्चल; anchal) y 77 distritos (nepalí: जिल्ला; jillā). Las 14 zonas administrativas se agruparon en cinco regiones de desarrollo (nepalí: विकास क्षेत्र; vikās kṣetra). Cada distrito estaba encabezado por un jefe oficial de distrito, quien era responsable de mantener la ley y el orden y coordinar el trabajo de las agencias de campo de los diversos ministerios gubernamentales.
En la constitución nepalí se dictaba que las zonas de Nepal "protegerán la independencia, la soberanía, la integridad territorial, la autonomía, los intereses, el desarrollo global, la democracia multipartidaria y el sistema republicano y federal de gobernanza, los derechos humanos y los derechos fundamentales, el Estado de derecho, la separación de poderes, una sociedad equitativa basada en la pluralidad y la igualdad, y la representación e identidad".

## Zonas
De oriente a occidente:
- Región de Desarrollo Oriental:[3]
  - Zona de Mechi, llamada así por el río Mechi,
  - Zona de Kosi, llamada así por el río Kosi,
  - Zona de Sagarmatha, llamada así por el monte Sagarmatha (Everest).

- Región de Desarrollo Central:[4]
  - Zona de Janakpur, llamada así por su ciudad capital,
  - Zona de Bagmati, llamada así por el río Bagmati,
  - Zona de Narayani, llamada así por el río Narayani (bajo Gandaki).

- Región de Desarrollo Occidental:[5]
  - Zona de Gandaki, llamada así por el río Gandaki,
  - Zona de Lumbini, llamada así por Lumbini, un lugar de peregrinaje, lugar de nacimiento del Buda Gautama,
  - Zona de Dhaulagiri, llamada así por la montaña Dhaulagiri.

- Región de Desarrollo del Medio Oeste:[6]
  - Zona de Rapti, llamada así por el río Rapti Occidental,
  - Zona de Karnali, llamada así por el río Karnali,
  - Zona de Bheri, llamada así por el río Bheri.

- Región de desarrollo del Lejano Oeste:[7]
  - Zona de Seti, llamada así por el río Seti,
  - Zona de Mahakali, llamada así por el río Mahakali.